# Wesley Simina
Wesley W. Simina (10 de setembro de 1961) é um político micronésio, atual Presidente dos Estados Federados da Micronésia desde 2023.
Serviu como governador do estado de Chuuk, um dos quatro estados que constituem os Estados Federados da Micronésia de julho de 2005 a julho de 2011. Simina foi reeleito para um segundo mandato como governador de Chuuk no segundo turno de 2009 contra Gillian N. Doone, filho do ex-governador Gideon Doone. Ele e o tenente governador Johnson Elimo foram empossados em seu segundo mandato em 2 de julho de 2009, em uma cerimônia de inauguração realizada no Saramen Chuuk Development Center na Saramen Chuuk High School em Weno, Chuuk.
Simina renunciou ao cargo de governador em julho de 2011 para se tornar senador geral de Chuuk no Congresso Nacional dos Estados Federados da Micronésia. O tenente governador de Chuuk, Johnson Elimo, tornou-se imediatamente o governador interino de Chuuk após a renúncia de Simina. Elimo venceu uma eleição especial para governador em 24 de agosto de 2011, para cumprir o restante do mandato de Simina. Elimo venceu a eleição com 7.945; Alexander Narruhn ficou em segundo lugar com 6.913 votos, enquanto Redley Killion ficou em terceiro com 3.692.
Simina foi eleito Presidente do Décimo Nono Congresso dos Estados Federados da Micronésia em 11 de maio de 2015, e em 11 de maio de 2023 foi eleito presidente dos Estados Federados da Micronésia durante a primeira sessão regular da 23ª Congresso.